# Османско-бугарски ратови
Османско-бугарски ратови вођени су у другој половини 14. века између Османског царства са једне и Другог бугарског царства тј. Видинске Бугарске са друге стране. Завршени су падом Бугарског царства под Турке 1396. године након чега се турска територија на Балкану простирала од Дунава до Егејског мора.

## Балкан уочи турске најезде
Током 13. века, две доминантне балканске државе, Византијско и Друго бугарско царство, захватио је процес децентрализације. Локални феудалци су ојачали и били све више независни у односу на цареве у Цариграду и Великом Трнову. Тиме је ослабљена економска и војна моћ владара. У 14. веку стање је било још горе. Племство је само номинално било потчињено владарима. У Бугарској, породица Шишман владала је западним делом царства са седиштем у Видину, док је на истоку Балик успоставио деспотство Добруџу.
Тешкоће унутар бугарске и византијске државе настојала је искористити краљевина Србија. Током грађанског рата двојице Андроника који је Византију захватио у трећој деценији 14. века, српски краљ Стефан Дечански освојио је велики део Бугарске и Македоније. Византијски цар Андроник и бугарски цар Михајло Шишман склапају савез 1330. године, али су поражени од Стефана Дечанског у бици код Велбужда (данашњи Ћустендил у Бугарској). Србија је тиме стекла статус најмоћније балканске државе. Син и наследник Стефана Дечанског, Душан Немањић, прогласио се 1346. године царем. За то је добио благослов бугарског цара Јована Александра. Међутим, након Душанове смрти (1355), царство слаби и, током владавине Уроша Нејаког, се распада на више независних држава.
У Бугарској године 1356. умире Јован Александар. Наследио га је син Јован Страцимир, док је деспот Добротица самостално владао Добруџом. Византију потреса нови грађански рат између Јована V Палеолога и Јована VI Кантакузина. Суочене са овим проблемима, ни једна од балканских држава није била у стању да спречи надирање муслиманских освајача. Разједињености Балкана доприносиле су и верске разлике између православних држава (Србија, Бугарска, Византија) и католичких поседа на западу (Млетачка република, Ђенова, Угарска и делови Босне).

## Војне акције током владавине Јована Александра
Током грађанског рата у Византији, обојица Јована покушавали су да пронађу савезнике у балканским државама. Истовремено су у рату коришћени и страни најамници. Бугарски цар подржавао је Јована VI Палеолога. Кантакузин се ослањао на најамничку војску Турака Османлија коју је ангажовао у Малој Азији. Битке су вођене углавном на територији Тракије. Византинци су често губили контролу над Турцима те су балканска села тих времена често била мета пљачкашких похода Турака.
Момчило, бугарски владар Родопа и егејске области, одиграо је важну улогу у грађанском рату. Његова војска бројала је око 2000 људи. На почетку рата је подржавао Кантакузина, али се касније повукао и тиме изазвао агресију Османлија. Године 1344. Момчило наноси пораз Турцима код залива Портогалос. Момчило је вероватно био први локални владар који се суочио са претњом Османлија. Затражио је помоћ од бугарског и византијског цара. Међутим, његова војска је поражена у бици код Перитериона недалеко од Момчилове престонице Ксантије. У бици је на турској страни учествовао и одред Јована Кантакузина. У бици је страдао сам Момчило који је постао први балкански владар убијен од стране Турака.
Јован Александар је искористио грађански рат у Визатији да поврати контролу над неколико градова у Тракији и Родопима. Његово мешање у унутрашње послове Византије спречило је зближавање две државе. Године 1352. Османлије покрећу поход на Бугарску. Упадају у Тракију и нападају на Ајтос, Јамбол и Пловдив односећи велику количину плена. Исте године Турци оснивају своје прво упориште на Балкану, Цимпе на Галипољу.
Године 1355. Турци покрећу поход на Софију. Код Ихтимана су се сукобили са Јовановим сином Михаилом IV Асеном. Млади Михаило је погинуо у бици. Обе стране имале су тешке губитке. Иако су однели победу, Турци нису могли наставити са походом.

## Неуспешан савез
Пораз код Ихтимана уздрмао је не само Трново већ и Цариград. Јован Александар и Јован Кантакузин покушали су да се зближе ради заједничке одбране од Османлија. Ћерка бугарског цара, Керица, удала се за Андроника IV Палеолога, сина Јована V Палеолога (још увек је био беба). Савез Бугарске и Византије могао је озбиљно угрозити Османлије на Балкану. Међутим, упркос великим очекивањима, споразум се није исплатио.
Смрћу српског цара Душана (20. децембар 1355) и закључењем савеза, Бугарска и Византија поново постају доминантне силе на Балкану које су једине биле у стању да зауставе продор Турака. Међутим, и поред закључења савеза и склапања брака, Византија и Бугарска биле су у сталном сукобу око црноморских лука Месембрије и Анхијала. Османлије у периоду од 1354. до 1364. овладавају великим бројем трачких тврђава и градова међу којима су били и градови попут Пловдива, Старе Загоре и сл. Уништења хришћанских градова праћена су убијањем или расељавањем локалног становништва. Поред опасности од Османлиј, Бугари су имали проблеме и са Мађарима. Угарски краљ Лајош I Анжујски 1365. године напада и осваја бугарски град Видин. Јован Страцимир га је повратио четири године касније уз помоћ влашког војводе Владислава I.
Након смрти Јована Александра (17. фебруар 1371. година) Бугарска се поделила у неколико независних држава. Већи део бивше Бугарске био је под контролом царевог сина Јована Шишмана; северозападна подручја (Видинско царство) било је под контролом Јована Страцимира, а Добруџа је и даље била у рукама Добротице. Већи део Македоније поделило је неколико српских феудалаца.

## Битка на Марици и њене последице
Године 1371. српски феудалци Вукашин и Угљеша формирају хришћанску армију са циљем да зауставе продор Муслимана. Војска је формирана на захтев Угљеше чија се држава граничила са османском. Хришћанска војска је према савременицима бројала око 60.000-70.000 људи, али према процени модерних историчара није могла бројати више од 20.000 људи. Турску војску предводио је Лала Шахин. Бројала је знатно мање војника. Хришћанска војска улогорила се код села Черномена у долини Марице. Турци су их изненадили на спавању. У бици која је уследила, погинула су обојица браће - Угљеша и Вукашин заједно са већим делом хришћанске војске.
Одмах након победе на Марици, султан Мурат лично покреће поход на северну Тракију потискујући Јована Шишмана северно од Балканских планина. Мурат осваја велики део бугарске територије. Јован је принуђен на понижавајући мир: постао је турски вазал, а своју сестру је послао у Муратов харем. Турци до 1373. године заузимају Угљешине територије и овладавају читавом Тракијом и областима планина Родопи. Вукашинов син Марко постао је њихов вазал.

## Пад Софије
Док се Јован Шишман очајнички одупирао Турцима, његов брат Јован Страцимир му је преотео неке територије. Међу њима је био и важан град Софија који је дуго био предмет спора између браће. Добротица такође није слао никакву помоћ Шишману. Био је заузет покушајем да на престо Трапезундског царства постави свога зета. Након привременог примирја, Мурат 1380. године поново покреће поход на Бугарску са циљем да освоји Софију. Градом је командовао бан Јанука. Он је успео одбити све нападе Лале Шахина. Турски војсковођа је био принуђен да се повуче у Хадријанопољ (Једрене) и извести султана о свом неуспеху. Док је Лала Шахин био одсутан, Турци су успели да заробе бана Јануку. Град се након тога предао. Турци су у граду населили мноштво муслимана из Мале Азије. Следеће године су заузели и Сер. У периоду од 1384. до 1386. вођен је рат између Бугарске и Влашке. Власима је пришао и Шишманов брат Јован Страцимир. Године 1386. Мурат осваја и пљачка Пирот и Ниш након дуге борбе. Убијено је мноштво Бугара.

## Кампања 1388. године
Напредовање Османлија заплашило је и босанске и српске владаре. Године 1387. Турци су поражени од војске Срба у бици на Плочнику. Хришћани нису успели да искористе победу. Турска реакција била је брза. Следеће године они покрећу поход на Бугарску под вођством Али паше и војском од 30.000 људи. Турци су продрли дубоко у бугарску територију и освојили градове Провадију, Шумен, Мадару и друге. Бугари су били потпуно изненађени и нису успели на време организовати отпор. Одупрли су се тек приликом опсаде Варне. Опсада је завршена неуспехом, али Турци настављају ка северу. Напад на Тутракан био је успешан. Град се предао због глади након краткотрајне опсаде. Османлије су наставиле ка западу где су покушали освојити једну од најјачих бугарских тврђава - Никопољ. Након дуготрајне борбе, Шишман је у замену за Никопољ Мурату предао Силистру.
Резултат кампање из 1388. године јесте пад већег дела источне Бугарске у руке Османлија. Територија Јована Шишмана свела се на земље западно од Великог Трнова и неколико замкова дуж Дунава. На истоку су Бугари успели задржати Варну и Калиакру. Јован Страцимир је вероватно у то време већ био турски вазал.

## Пад Бугарске
Након кампање из 1388. године Јован Страцимир постаје турски вазал. У даљим борбама остао је пасиван. Османлије су освајале део по део Трновског царства. Велико Трново пало је 1393. године. Јован Шишман гине у борби 1395. године, а следеће године Страцимир се придружује хришћанима који организују крсташки рат под вођством Жигмунда. Бугарски владар Видина предаје крсташима турски гарнизон. Турски гарнизон Орахово покушао је да се одупре крсташима, али су их локални Бугари приморали на предају. Међутим, султан Бајазит наноси главнини крсташке армије велики пораз код Никопоља. Крајем 1396. или почетком 1397. године пао је и Видин. Страцимир је заробљен и послат у Бурсу где је задављен.
Неки историчари сматрају да је територија Видина или бар део ње остао у рукама Страцимировог сина Константина II Бугарског до његове смрти 1422. године. Користећи се грађанским ратом у Османском царству насталим након Ангорске битке, Константин и Шишманов син Фружин дижу 1408. године устанак у северној Бугарској. Подршку им је пружао српски владар Стефан Лазаревић и влашки војвода Мирча. Устанике је поразио султан Муса 1413. године.